# Athens Lawn Tennis Club
Athens Lawn Tennis Club (řecky: Όμιλος Αντισφαίρισης Αθηνών; zkráceně ALTC) je tenisový oddíl v řecké metropoli Athénách, založený roku 1895, který hostil soutěže tenisového turnaje na Letních olympijských hrách 1896.
Na antukových dvorcích klubu proběhl i turnaj Athénských olympijských meziher 1906, později prohlášený Mezinárodním olympijským výborem za neoficiální.

## Historie
Athénský tenisový klub byl založen, jako první řecký oddíl, přímo pro účely pořádání olympiády. V Athénách se soukromé tenisové dvorce objevily v roce 1885. Klub vznikl roku 1895. Mezi jeho zakladatele se zařadili členové Organizačního olympijského výboru Thrasybulus Manos, Alexandros Mercatis a Constantinos Manos. Prvním viceprezidentem oddílu se, od září 1895 do června 1896, stal Thrassiboulos Manos. Jeho syn Constantinos Manos, tehdejší student v Oxfordu, měl zkušenosti s tenisovým prostředím z cest po Evropě a proto se stal hlavním poradcem v zajištění olympijského turnaje.
Vedení klubu vytvořilo tříčlennou komisi pro nalezení vhodného místa výstavby kurtů. Ta v září 1895 doporučila lokalitu mezi Chrámem Dia Olympského a Akropolí, v blízkosti stadionu Panathinaiko. V listopadu došlo k jejímu schválení a pozemek byl obratem pronajat na pětileté období. Nejprve vznikly tři dvorce bez klubovny. Hrát se na nich začalo v únoru 1896. Již v listopadu 1895 předsednictvo ALTC také požádalo Olympijský výbor o použití velodromu Neo Phaliron pro účely olympijského turnaje, kde byly následně postaveny dvorce. Část programu pak byla i na něm odehrána. Důvod ke zvolenému řešení není s jistotou znám.
V lednu 1896 byl řecký korunní princ Konstantin jmenován patronem ALTC a jeho bratři, princové Jiří a Nicolas, přijali klubové členství. Olympijského turnaje 1896 se zúčastnili čtyři členové oddílu Paspatis, Petrokokkinos, Rallis a Kasdaglis.
Mezi roky 1986–1994 v areálu probíhal mužský profesionální turnaj ATP Tour – ATP Athens Open, a v letech 1986–1990 pak ženská profesionální událost WTA Tour – Athens Trophy. Součástí oddílu jsou také dvorce pro squash.